# Teletext

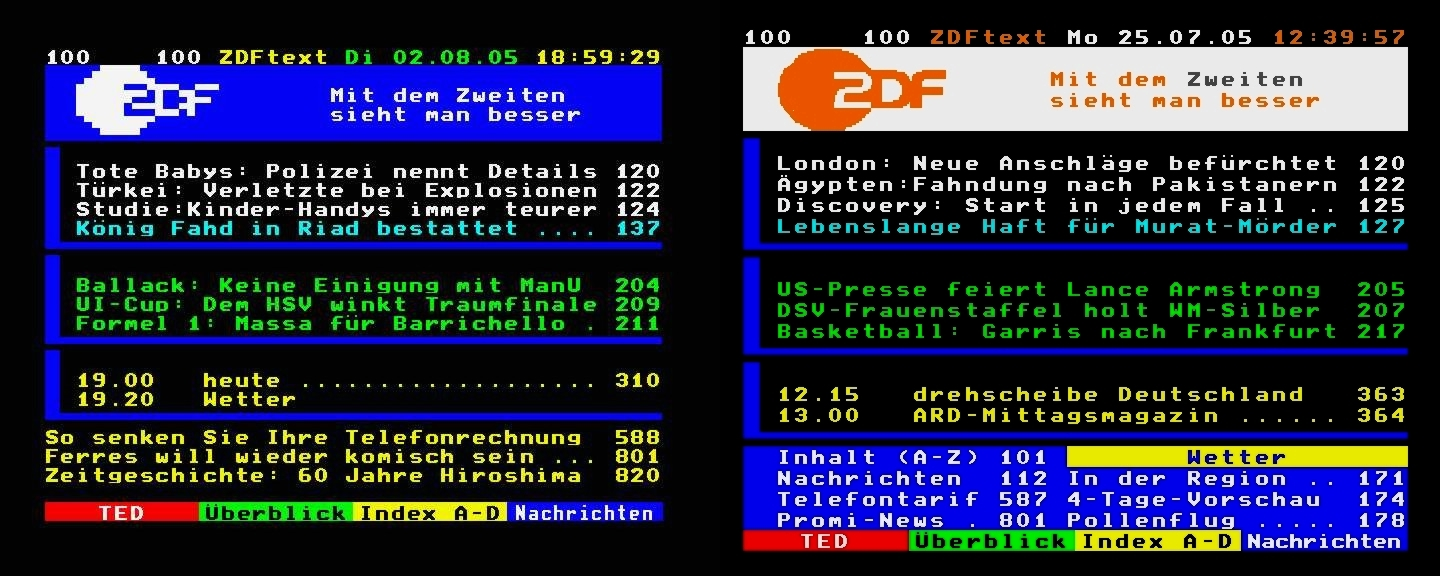
Il teletext della ZDF, televisione tedesca

Il teletext (raramente teletesto, in italiano) è un servizio non interattivo implementato nella televisione moderna ed erogato da una emittente televisiva. In Italia viene colloquialmente chiamato Televideo, nome con cui è chiamato il servizio teletext della Rai, primo servizio di questo genere in Italia, che è passato per estensione ad indicare, impropriamente, anche i servizi teletext degli altri operatori televisivi.
Consiste in pagine di testo, accompagnato eventualmente da semplice grafica, visualizzabili sullo schermo del televisore ed è utilizzato per fornire agli utenti ogni genere di informazioni: notizie, guide ai programmi televisivi, annunci economici, orari dei treni, informazioni di utilità sociale, pubblicità commerciali, ecc. Spesso viene allestita una vera e propria redazione con il fine di curarne i contenuti.

## Funzionamento
L'idea di trasmettere informazioni testuali insieme al segnale video TV nasce negli anni settanta del XX secolo, e la definizione dei primi standard avviene intorno al 1975; inizialmente furono ipotizzati ben 5 livelli di grafica, ma di fatto ci si fermò al livello 1 perché accrescere il livello avrebbe causato una diminuzione dei contenuti trasmissibili.

## Caratteristiche
I dati erano inseriti nel segnale analogico durante il tempo della cancellazione di quadro del segnale televisivo, che, considerando la tecnologia di funzionamento dei televisori a tubo catodico, è il tempo che il pennello elettronico impiegava per portarsi dall'angolo in basso a destra dello schermo all'angolo in alto a sinistra, tempo durante il quale era assente il segnale televisivo vero e proprio. Ogni riga di testo del teletext corrispondeva a una riga video, il che consentiva di trasmettere circa 10 righe ogni semiquadro (nello standard PAL sono trasmessi 50 semiquadri al secondo). Nella televisione analogica il teletext è quasi sempre una funzione opzionale (dipende dallo standard televisivo), di conseguenza qualsiasi ricevitore per la televisione analogica potrebbe anche non essere predisposto per ricevere il teletext. In genere, però, la maggior parte dei televisori messi in commercio dal 1991 è predisposta per la ricezione del teletext. Nella televisione digitale il teletext è invece una caratteristica standard, quindi tutti gli apparecchi televisivi e decoder per la televisione digitale sono predisposti per ricevere il teletext.
Nel teletext le cosiddette pagine, unità informative pari allo schermo televisivo e composte da 24 righe, 40 colonne e 16 colori, vengono trasmesse in sequenza e a ciclo continuo. Le pagine sono identificate da un numero decimale a 3 cifre; quando l'utente seleziona il numero di pagina, predispone l'apparecchio televisivo alla memorizzazione e visualizzazione della pagina scelta, e non appena questa è trasmessa, viene visualizzata sullo schermo. Le pagine si distinguono fra "statiche" (una volta selezionate, rimangono visualizzate sullo schermo fino alla successiva selezione) e "rolling" (pagine che si alternano automaticamente in rotazione sullo schermo a intervalli di 20 secondi circa).
Gli apparecchi televisivi più evoluti sono in grado di memorizzare più di una pagina, solitamente più pagine consecutive, ma alcuni modelli permettono anche di impostare preventivamente la memorizzazione di pagine non consecutive (nel caso si consultino spesso particolari pagine). In questo modo la navigazione tra le pagine del teletext è facilitata. Esistono anche apparecchi televisivi in grado di memorizzare tutte le pagine del teletext, comprese le sottopagine (pagine suddivise in più pagine mostrate a rotazione). In questo modo è sufficiente aspettare un solo ciclo di trasmissione delle pagine (per le sottopagine "rolling" un numero di cicli corrispondente) per poter accedere in modo immediato ad una qualsiasi.
Le sottopagine, oltre che dal numero di pagina, sono identificate da una scritta del tipo X/Y, dove Y rappresenta il numero di sottopagine in cui è suddivisa la pagina e X un numero progressivo che identifica la sottopagina.
Per memorizzare tutte le sottopagine è necessario aspettare un numero di cicli pari alle sottopagine trasmesse (per esempio, quattro cicli in presenza di quattro sottopagine).
A seconda dell'apparecchio televisivo, può essere possibile anche bloccare la visualizzazione su una pagina multipla, effettuare uno zoom, affiancare la pagina teletext alla trasmissione in corso (funzione PAT Picture-and-text), visualizzare in maniera mista teletext e trasmissione, saltare rapidamente a pagine preimpostate tramite i quattro colori presenti sul telecomando (funzione fastext).

## Nel mondo

### Italia
Il primo teletext in Italia a diffusione nazionale è stato quello della Rai, chiamato Televideo, nato nei primi mesi del 1984 e tuttora operativo. La versione nazionale del Televideo si può visualizzare in maniera identica su Rai 1, Rai 2 e Rai 3 HD, mentre sulla versione a risoluzione standard di Rai 3 è disponibile il Televideo Regionale, diverso in ogni regione.

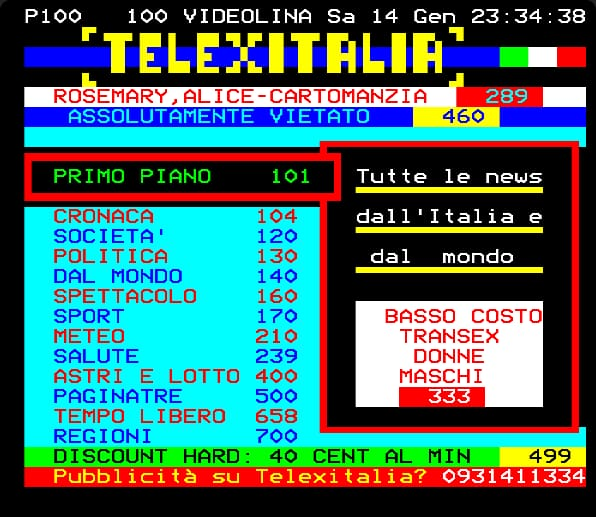
Un teletext in lingua italiana, fornito da una rete tv locale, caratterizzato dalla pubblicità di servizi per adulti

Per quanto riguarda le televisioni private, il maggiore servizio teletext gestito da un operatore privato attivo a livello nazionale è stato quello del gruppo Mediaset, denominato Mediavideo, lanciato il 27 novembre 1997 dopo la sperimentazione tecnica avvenuta dal 1993; e trasmesso su quasi tutti i canali Mediaset. A partire dal giugno 2001 anche LA7 ed MTV hanno disposto di due teletext, rispettivamente LA7 Video, erede del TMCvideo, teletext di Telemontecarlo già attivo fin dall'autunno 1992, ed MTV Video, erede del MusicFax, teletext di Videomusic, già attivo nel 1991. MTV Video non è più funzionante dal 2010, LA7 Video dal 2014, Mediavideo dal 2022. Sono invece tuttora numerosi, oltre a Televideo, i servizi teletext gestiti da tv locali.

### Svizzera italiana
In Svizzera il teletext in lingua italiana più consultato è Swiss TXT Teletext Suisse AG. Nato nel 1986, è disponibile sui canali RSI LA1 e RSI LA2. Dal 1988 è presente il servizio di sottotitolazione in diretta per non udenti.

### Regno Unito
Teletext Ltd era il fornitore di teletext e servizi interattivi digitali per ITV, Channel 4 e Five nel Regno Unito. In un accordo tra BBC Worldwide e Inview Technology Ltd, televideo Extra fu rilanciata come Radio Times Extra su 31 gennaio 2011, con contenuti editoriali da Radio Times invece di Teletext Ltd.